# Muscle intercostal externe
Les muscles intercostaux externes sont des muscles pairs du thorax situés entre les côtes.

## Description
Les muscles intercostaux externes sont onze muscles fins et plats qui forment la couche la plus superficielle des muscles intercostaux.
Ils sont situés dans la partie postérieure des espaces intercostaux.

## Origine
Chaque muscle intercostal externe s'insère au niveau du bord inférieur de la côte supérieure sur la lèvre externe du sillon intercostal.

## Trajet

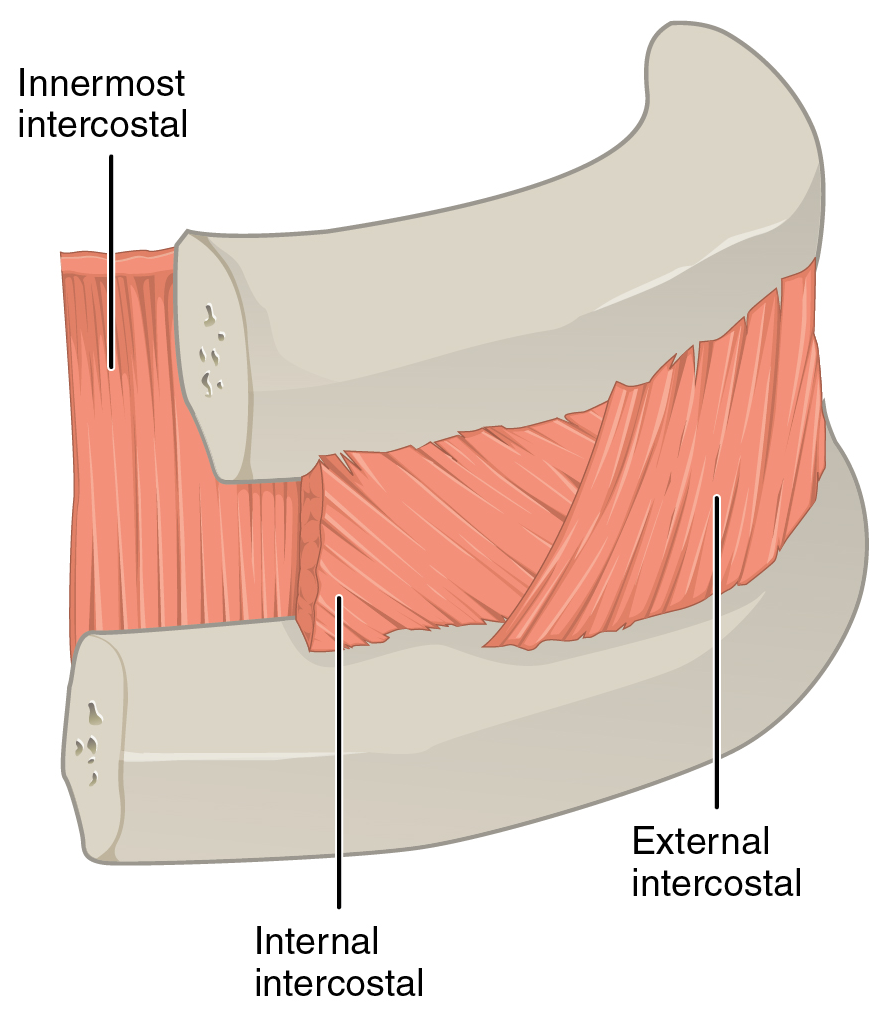
Coupe de la paroi thoracique montrant les trois épaisseurs de muscles intercostaux.

Ses fibres sont orientés de l'arrière vers l’avant et de haut en bas.
La largeur de chaque muscle s'étend des articulations costotransversaires jusqu'aux articulation costo-chondrale. Sur les parties antérieures des espaces intercostaux, ils se poursuivent par les membranes intercostales externes jusqu'au sternum.

## Insertion
Chaque muscle intercostal externe se termine sur le bord supérieur de la côte sous-jacente.

## Fonction
Les muscles intercostaux externes se contractent ensemble pendant l'inspiration, et leur orientation oblique en bas et en dehors permet d'ouvrir la cage thoracique et donc d'aider à l'inspiration.

## Galerie

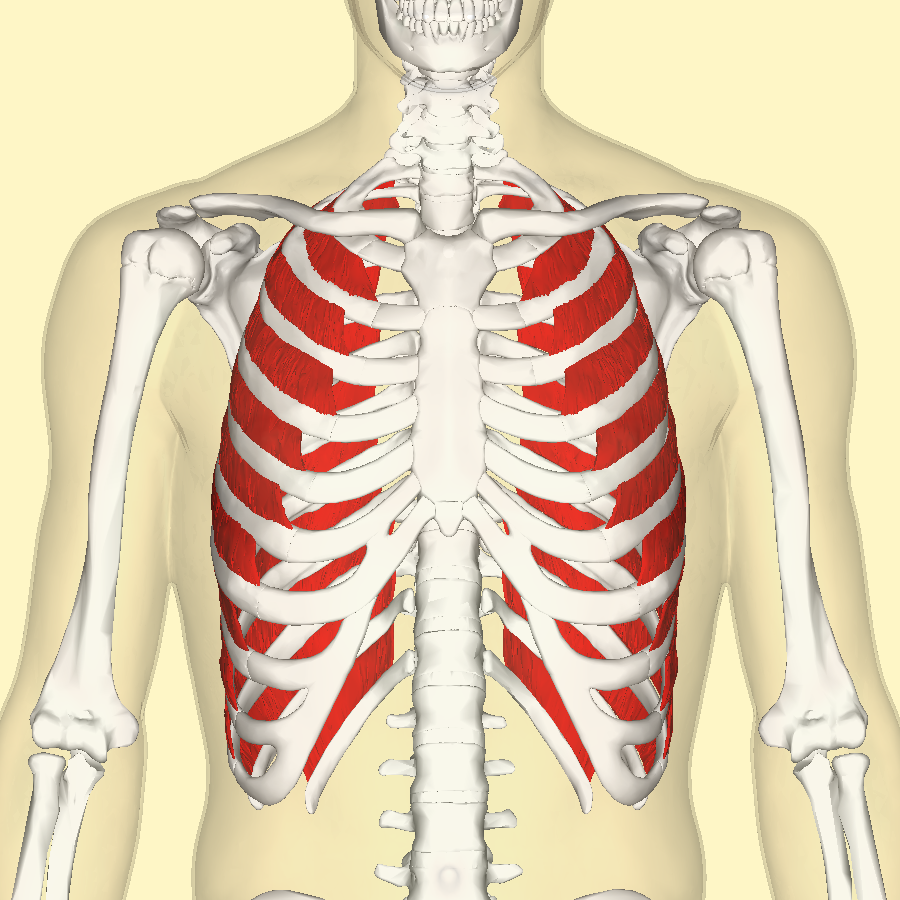
Vue frontale
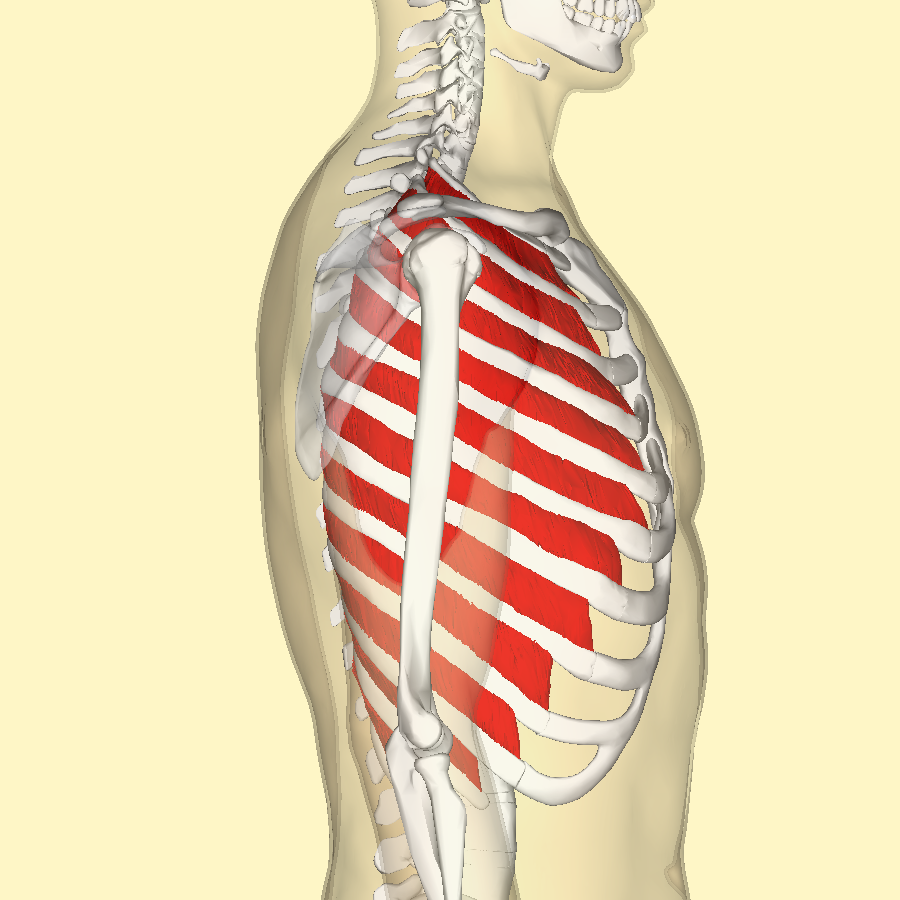
Vue latérale
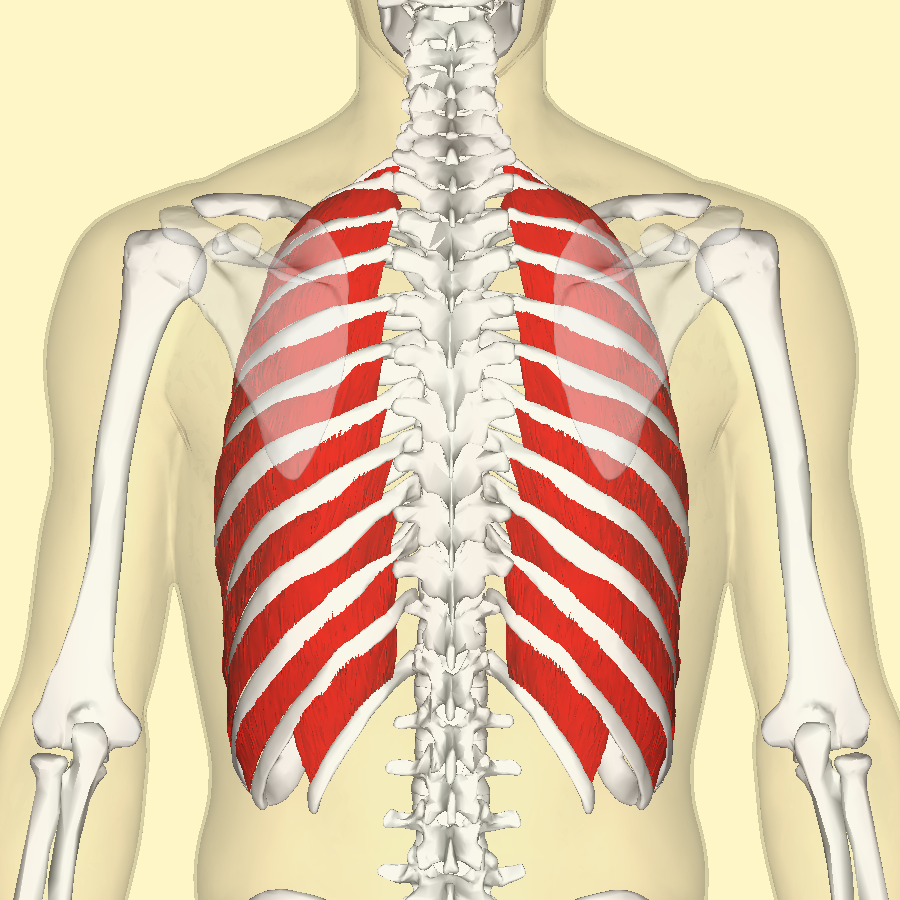
Vue dorsale